# Geierschnabel (Skisport)
Der Geierschnabel befindet sich an der Spitze des Skis, über oder anstelle des Spitzenschoners  als Abschluss der Skischaufel und hat die Funktion, das Risiko eines Einfädlers bei enger Linienführung der Ski um eine Torstange zu reduzieren.

## Funktion

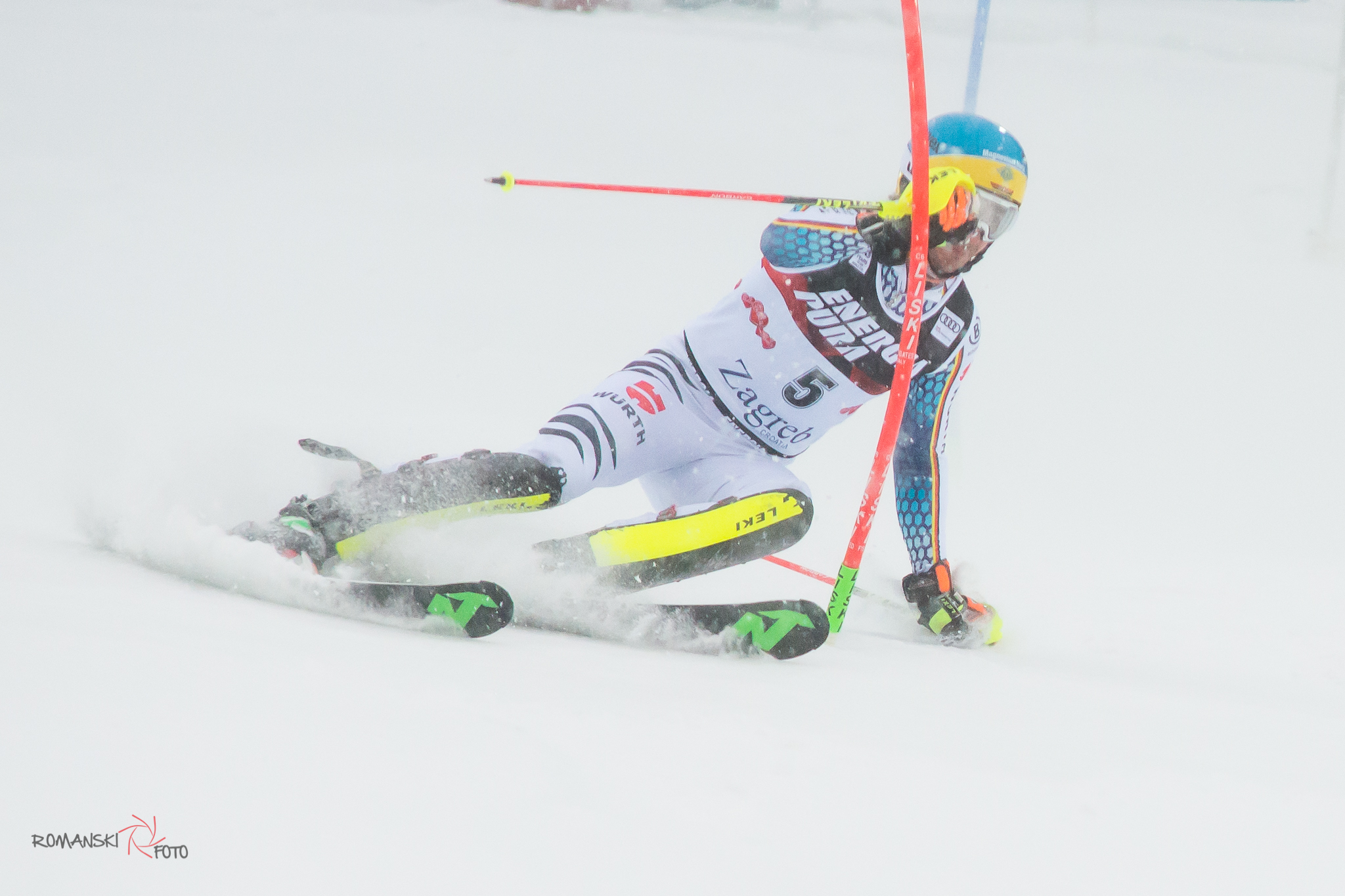
Möglichst knapp an der Torstange vorbei

Im Ski-Rennsport wird versucht möglichst knapp an den Torstangen vorbeizufahren. Dabei kann es passieren, dass der Skifahrer mit der Skispitze die Stange touchiert. Der Geierschnabel, eine asymmetrische Skispitze, lenkt den Ski dann noch so um die Torstange, dass der Rennfahrer nicht einfädelt. Dabei geht es um wenige Millimeter, durch die ein Skirennläufer näher an der Torstange vorbeifahren kann.

## Erfinder
Die Geierschnäbel wurden vom Südtiroler Erwin Stricker erfunden um die Sicherheit im Skisport zu erhöhen. Weitere technische Neuerungen von ihm waren z. B. gebogene Skistöcke, ein aerodynamischer Abfahrts-Helm, Knieschützer und ein Skianzug.

## Geierschnabel-Award
Der Geierschnabel-Award wird in Erinnerung an Erwin Stricker verliehen. Der erste Preisträger war 2012 Michael Seeber, Präsident der Skilift-Gruppe Leitner, für seine Tätigkeit als Präsident des Organisationskomitees der Grödener Weltcup-Rennen und für sein Engagement als Mitgründer des Club 5.